# Hardivillers
Hardivillers är en kommun i departementet Oise i regionen Hauts-de-France i norra Frankrike. Kommunen ligger i kantonen Froissy som tillhör arrondissementet Clermont. År 2022 hade Hardivillers 551 invånare.

## Befolkningsutveckling
Antalet invånare i kommunen Hardivillers
| Referens: INSEE |